# Patriarcat de Peć
El Patriarcat de Peć (en serbi: Пећка патријаршија, Pećka Patrijaršija; en albanès: Patrikana e Pejës) és un monestir ortodox serbi situat prop de Peć, a Kosovo. Comprèn un conjunt d'esglésies, i és la seu espiritual i mausoleu dels patriarques i arquebisbes de l'Església ortodoxa sèrbia.
L'any 2006 la UNESCO va declarar el monestir Patrimoni de la Humanitat, i el va incloure en la Llista del Patrimoni de la Humanitat en perill.

## Història
La data exacta de la fundació del patriarcat és desconeguda. Es creu que en vida de sant Sava, el lloc va esdevenir un metoh (territori regit per un monestir) del monestir de Žiča i, a continuació, la seu de l'arquebisbat i del patriarcat serbi. Els patriarques de l'Església ortodoxa sèrbia duen el títol d'arquebisbe de Peć.
L'arquebisbe Arsenije construí l'església dels Sants Apòstols, perquè volia que la seu de l'Església sèrbia estigués en un lloc més segur i més cèntric geogràficament que el monestir de Žiča. Aviat, al voltant del 1250, n'ordenà la decoració. Nikodim construí l'església de Sant Demetri al voltant del 1320, al nord de l'altra església. Una dècada més tard, al voltant del 1330, el seu successor, Danil II, va construir una tercera església, al sud de l'originària -l'església de la Mare de Déu Odigitria-, al sud de la qual va afegir la petita església de Sant Nicolau. La façana de les tres esglésies van incorporar un nàrtex monumental. Al davant se'n construí una torre. A l'època de Joanakije II, al voltant del 1345, es van pintar els frescs de l'església de Sant Demetri, fins aleshores òrfena d'imatges. Durant el segle xiv, es feren petites modificacions a l'església dels Sants Apòstols.
Des del XIII fins al segle xv, i al segle xvii, els patriarques serbis i arquebisbes de Peć van ser enterrats a les esglésies del patriarcat.
A causa dels conflictes històrics de Kosovo, el patriarcat ha estat objecte de diferents atacs,
i actualment es troba protegit per forces de la KFOR. Durant la Guerra de Kosovo, el 18 de juny del 1989, el patriarca Pavle viatjà a Peć per intentar evitar la fugida massiva de la població sèrbia.

## Imatges

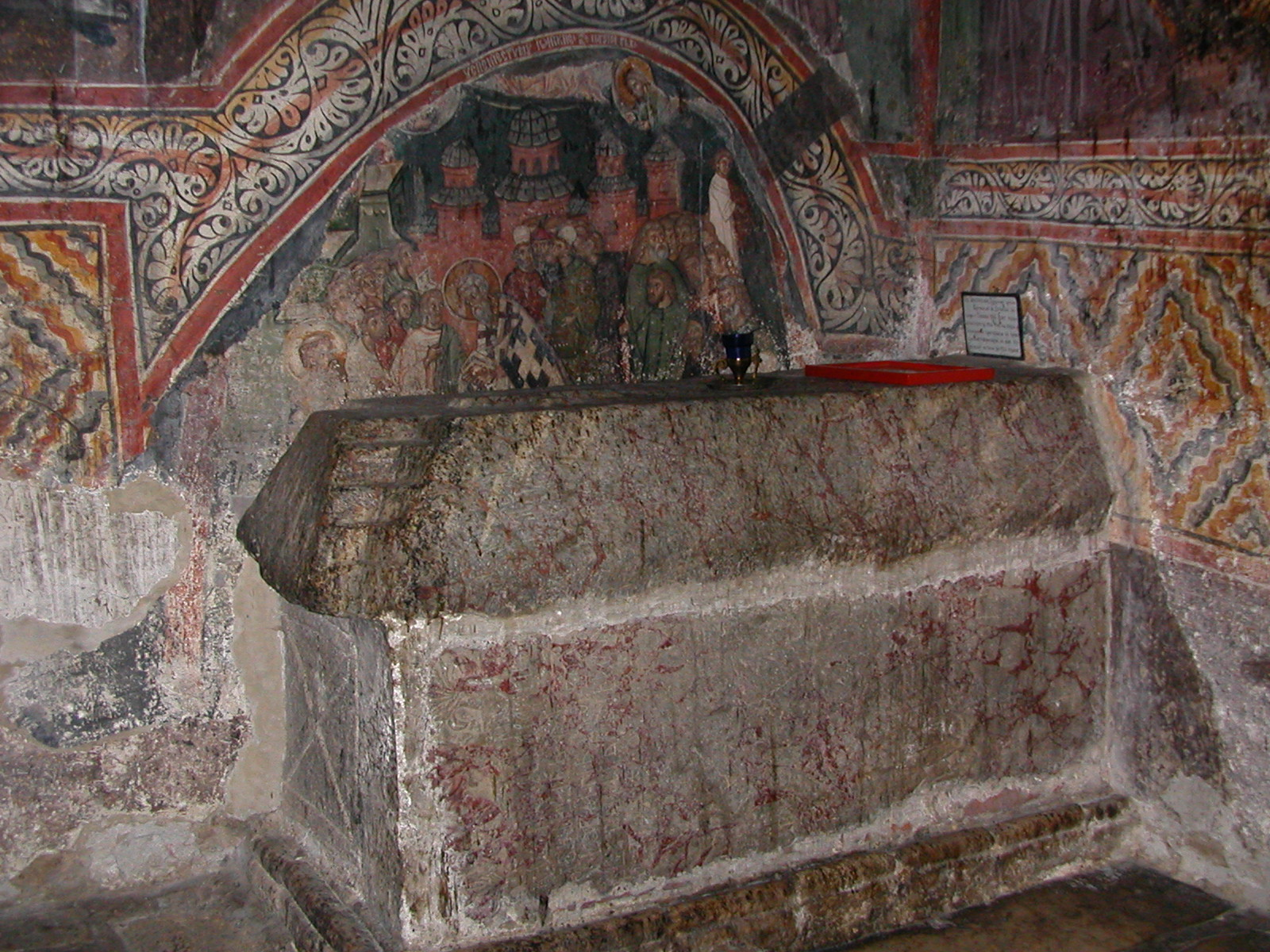
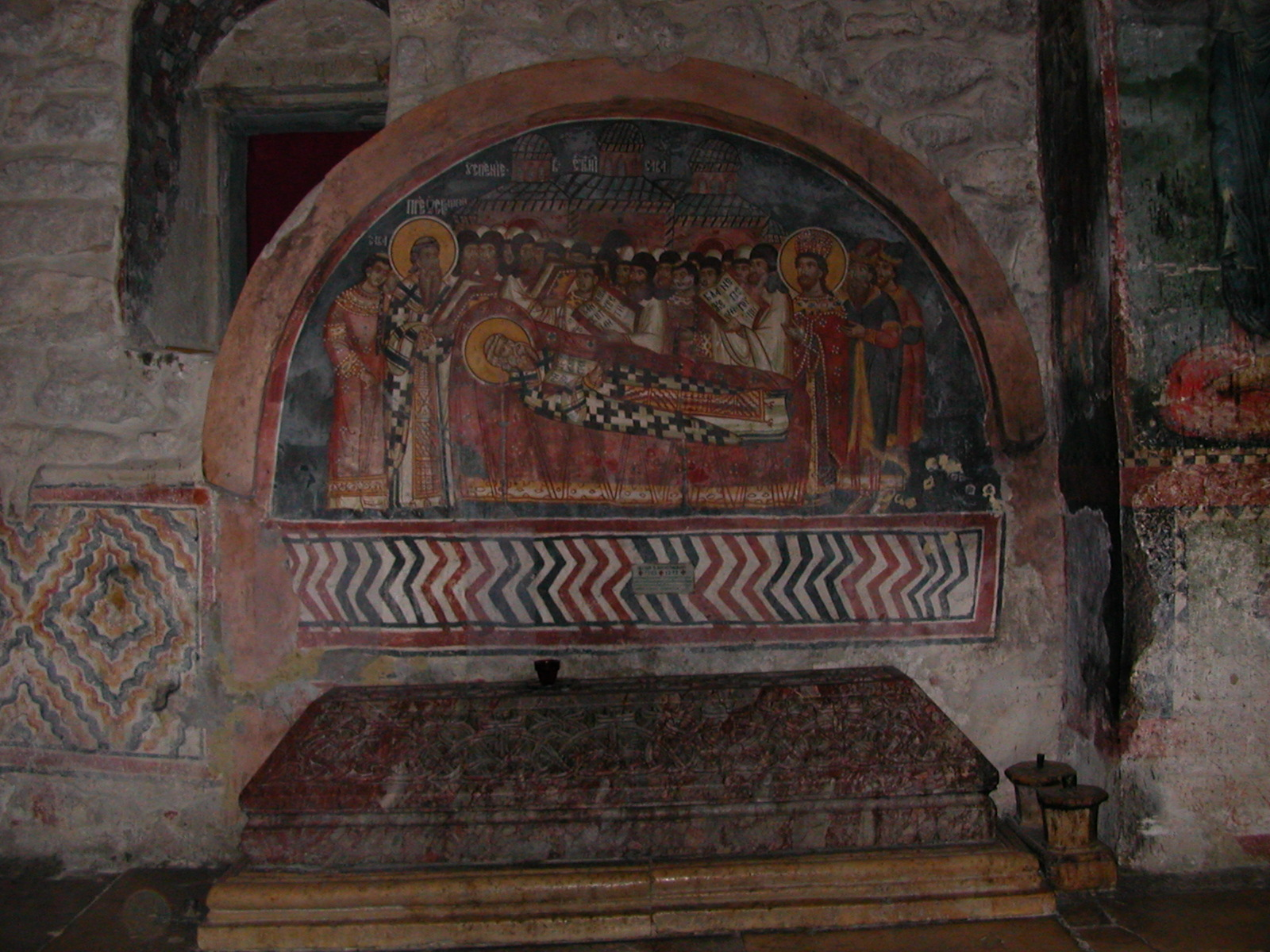
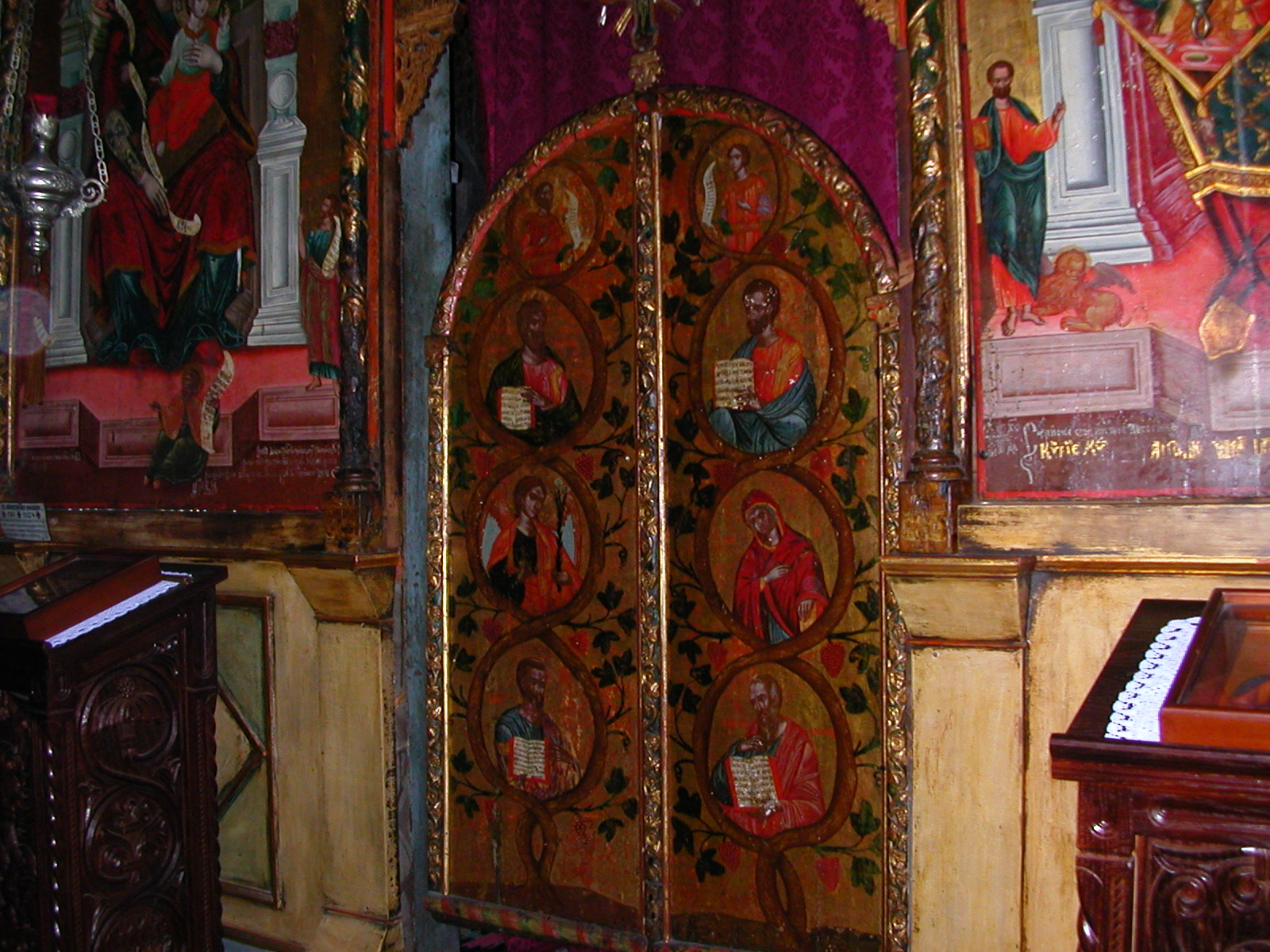
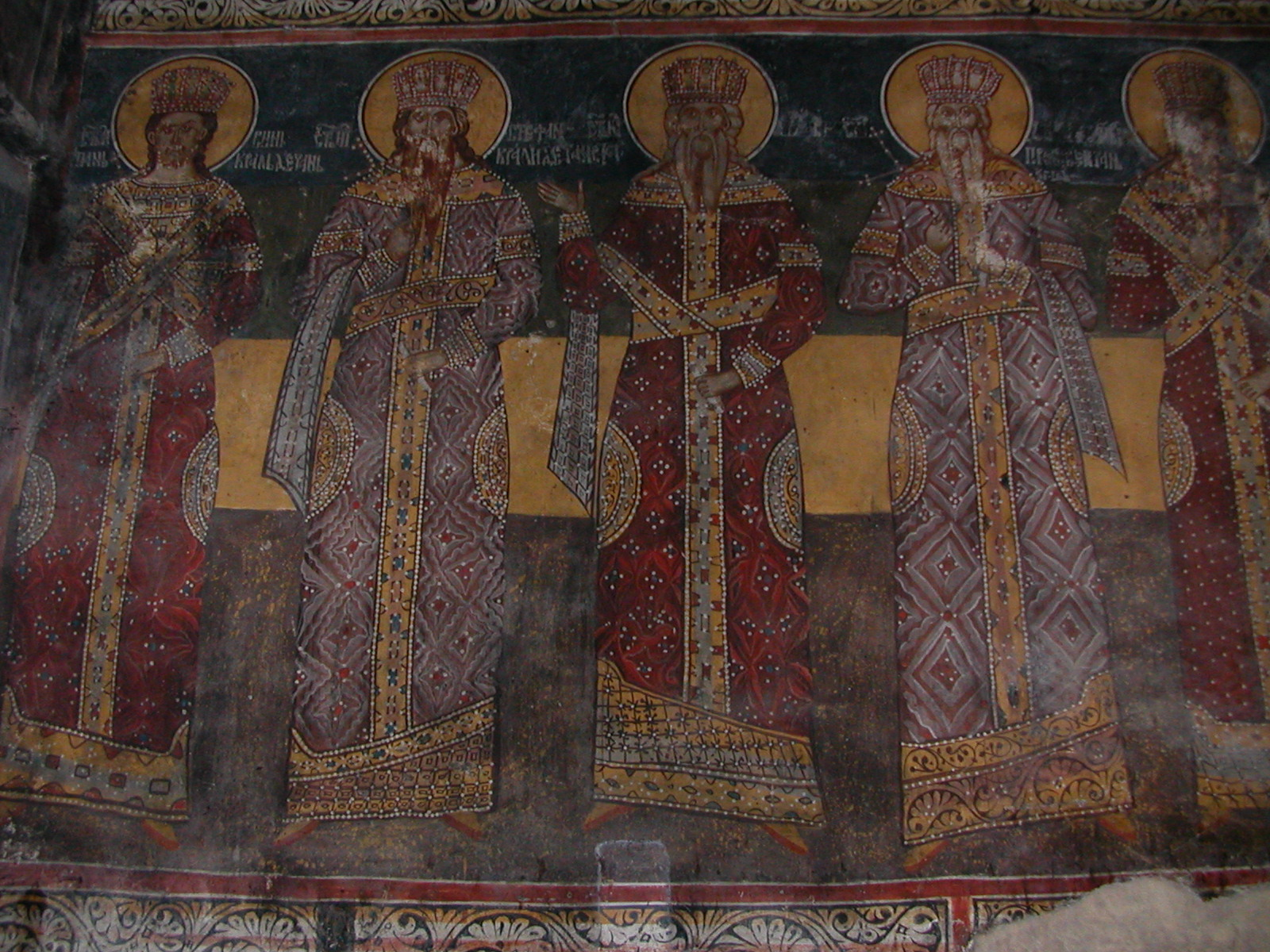
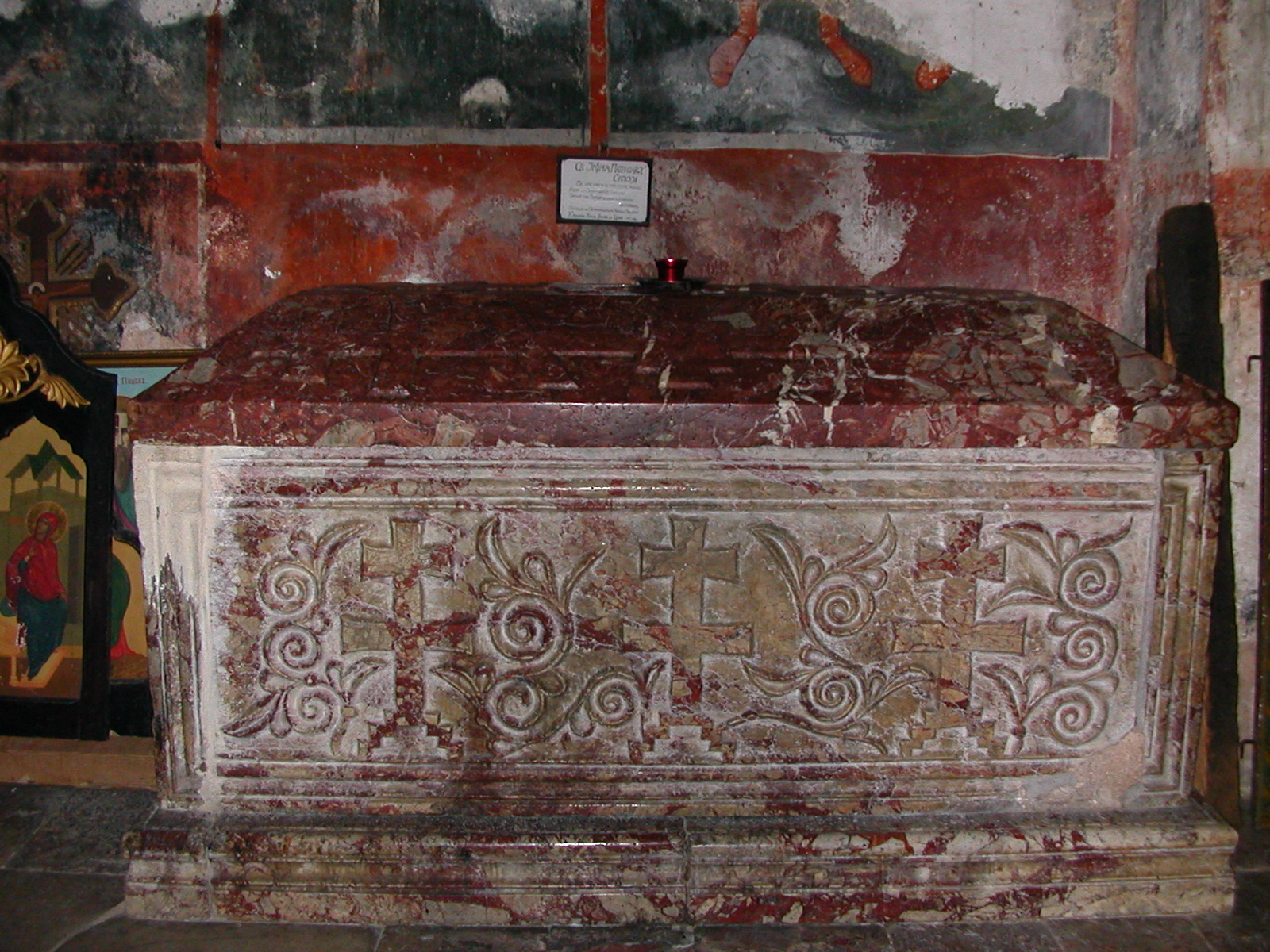
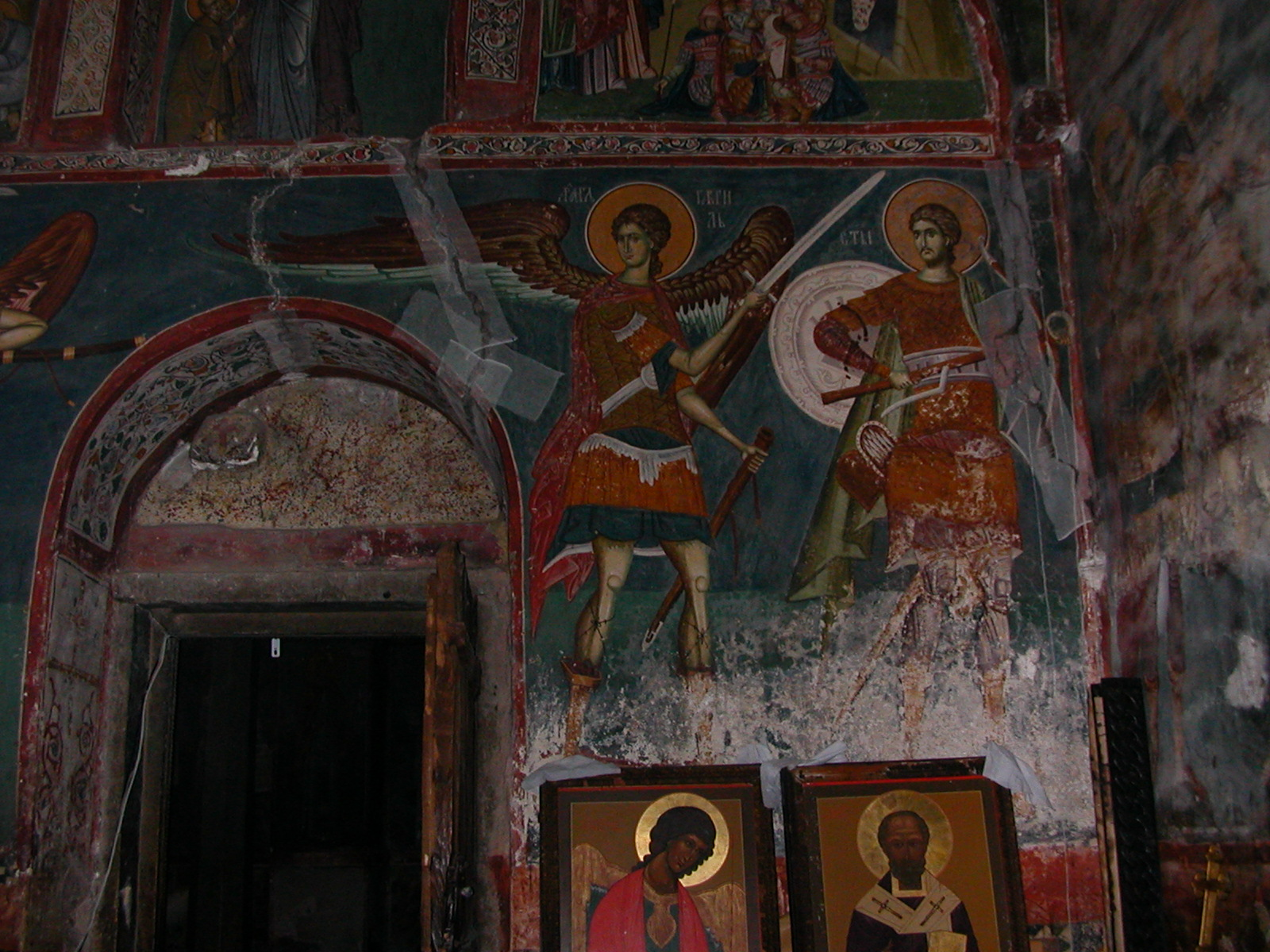
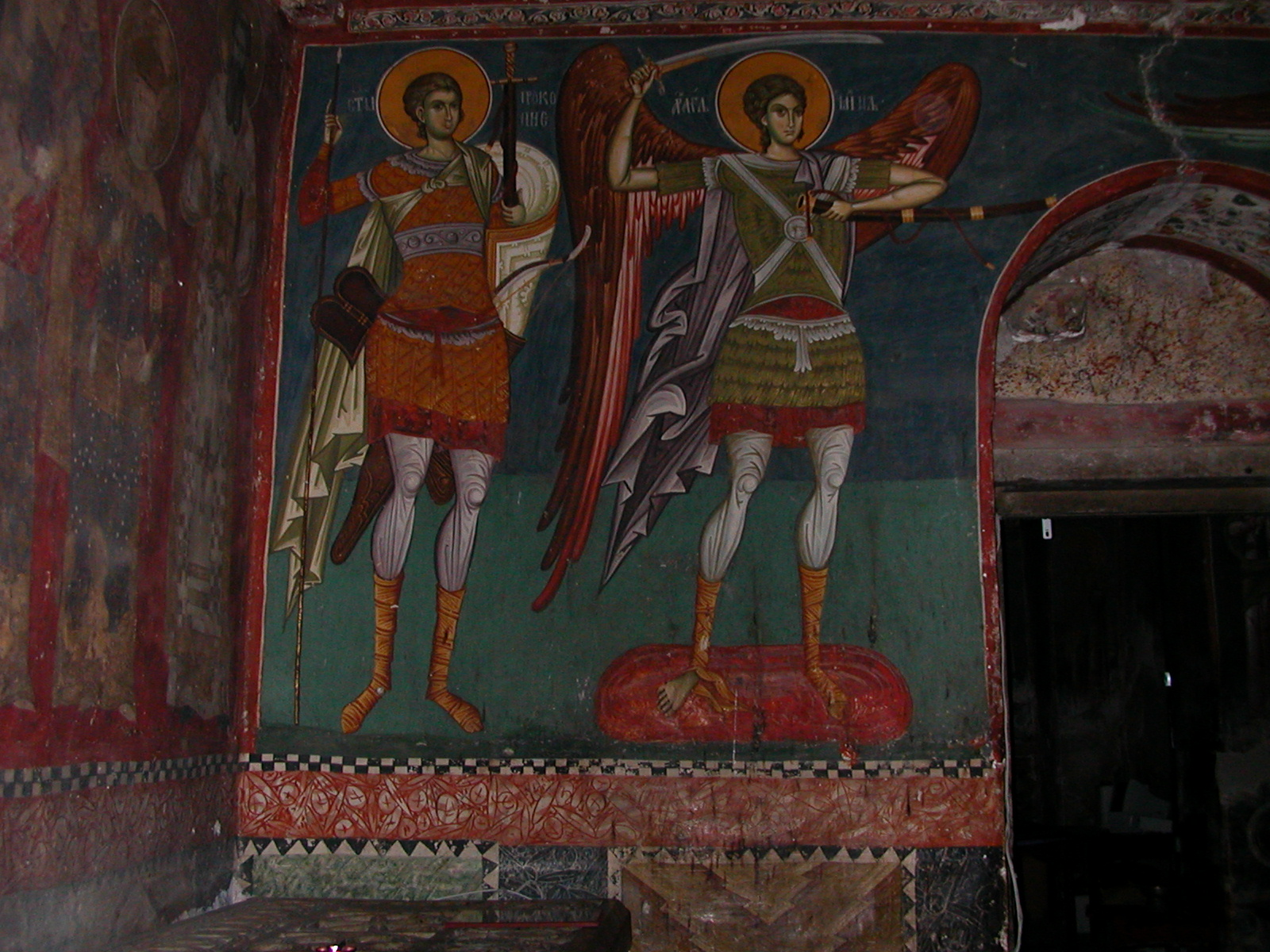
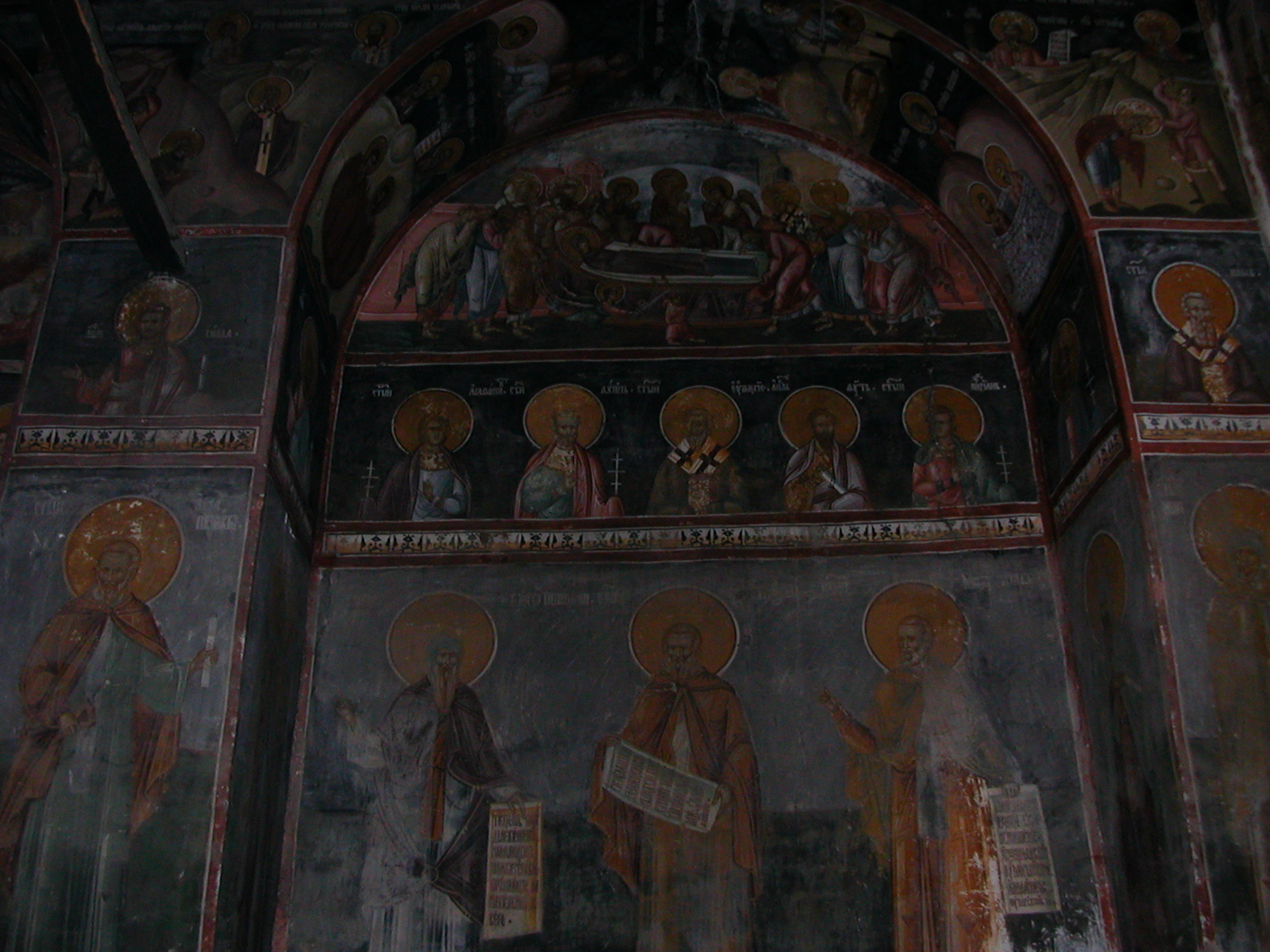
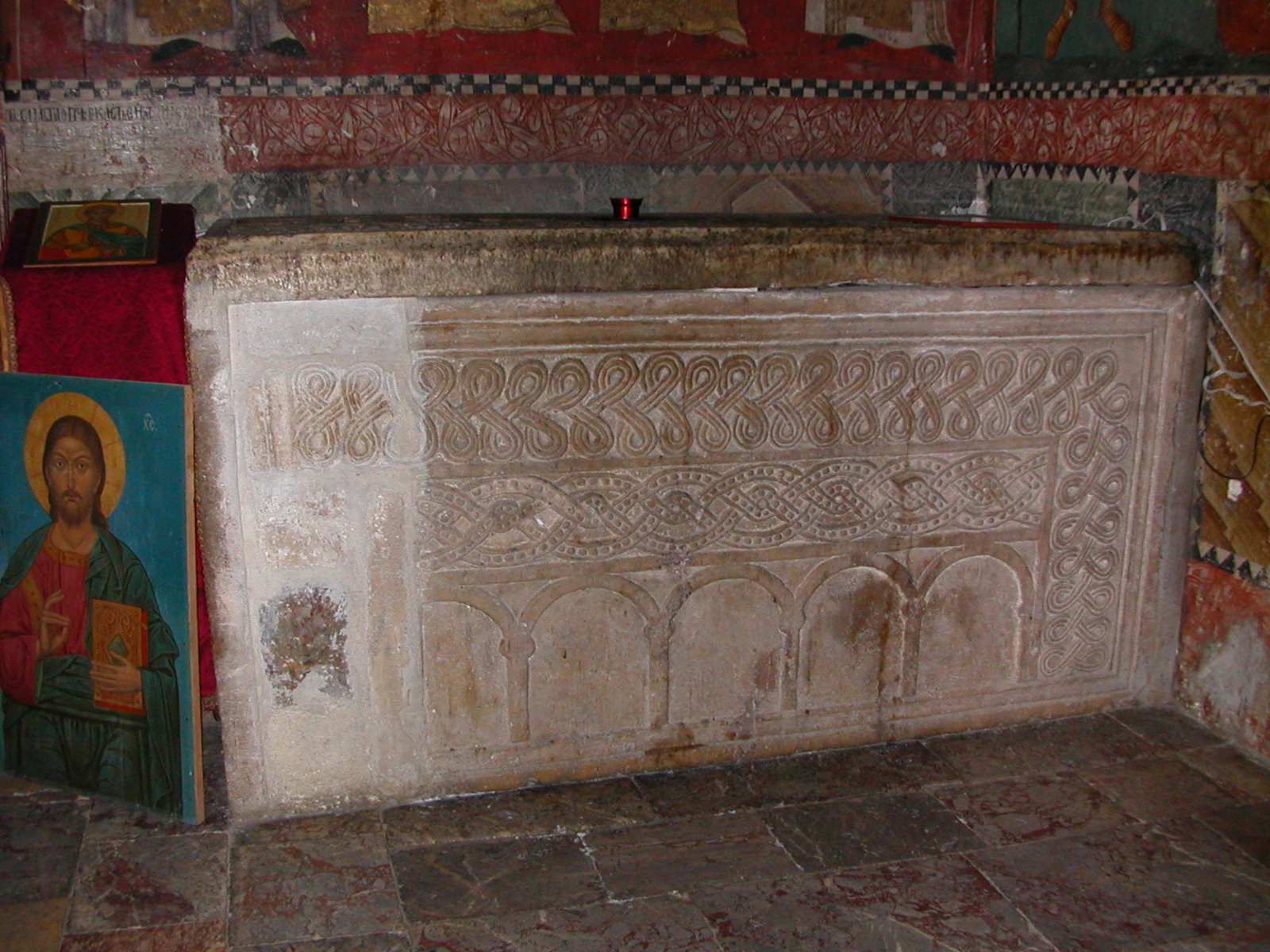
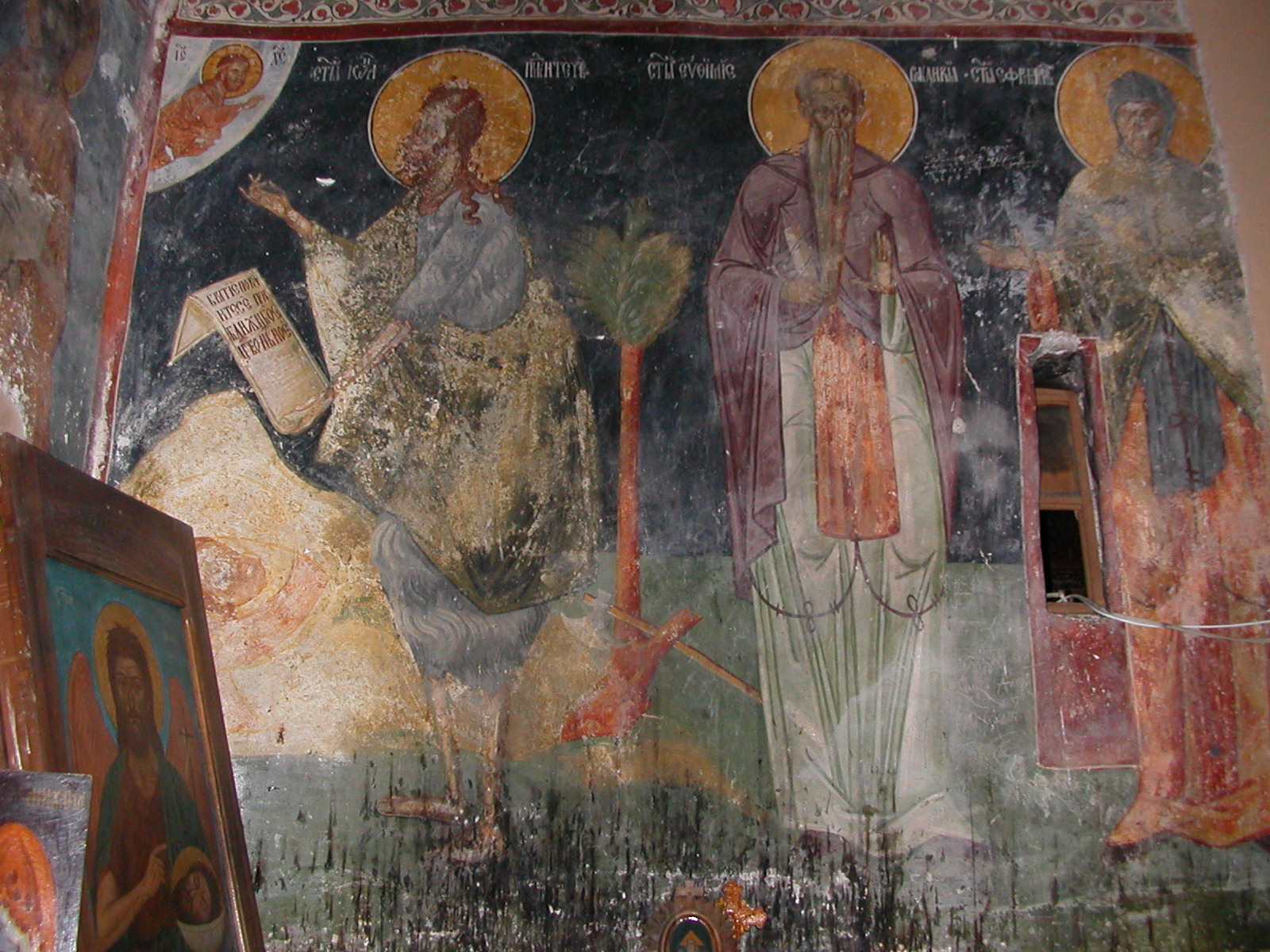
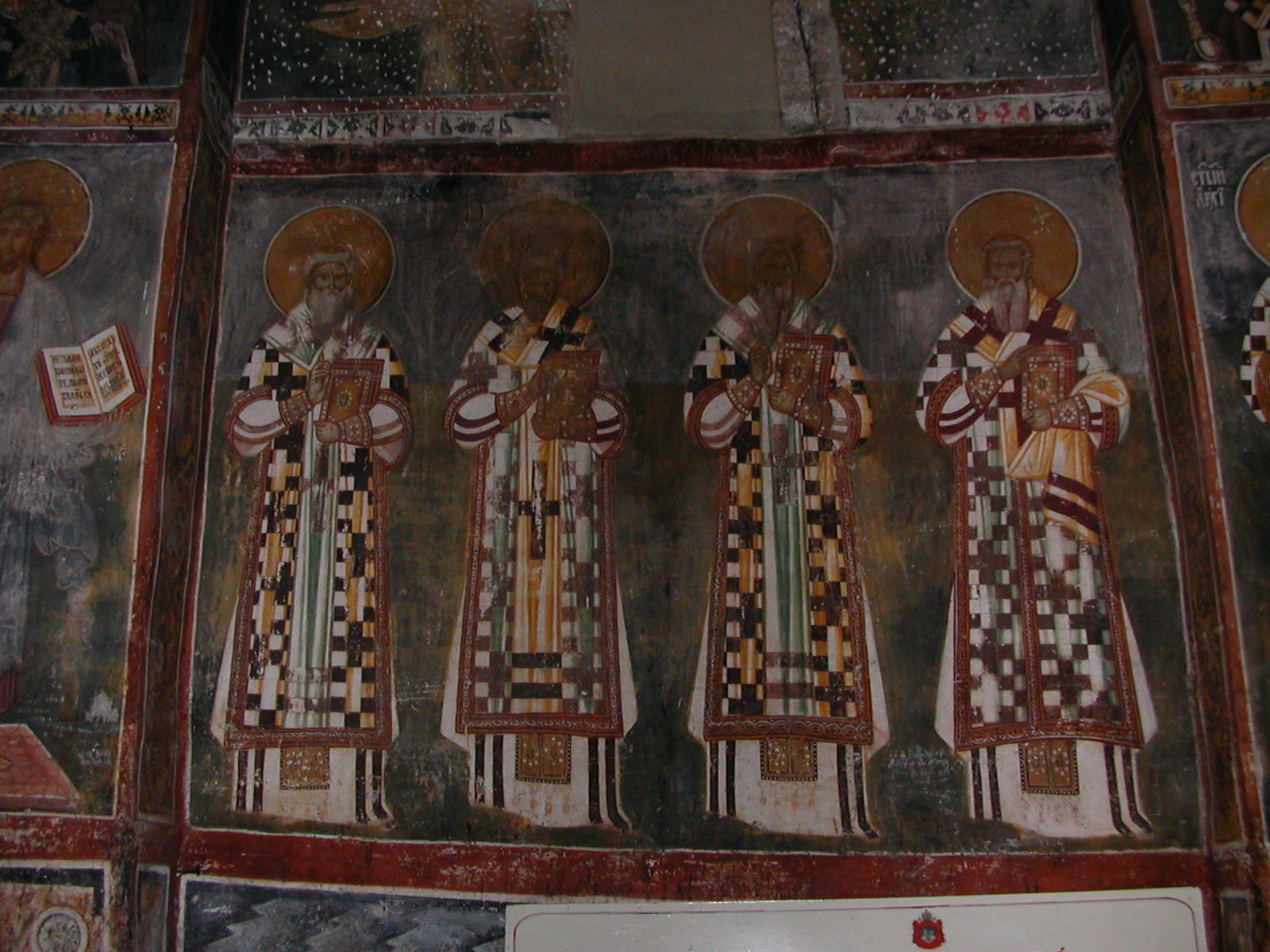
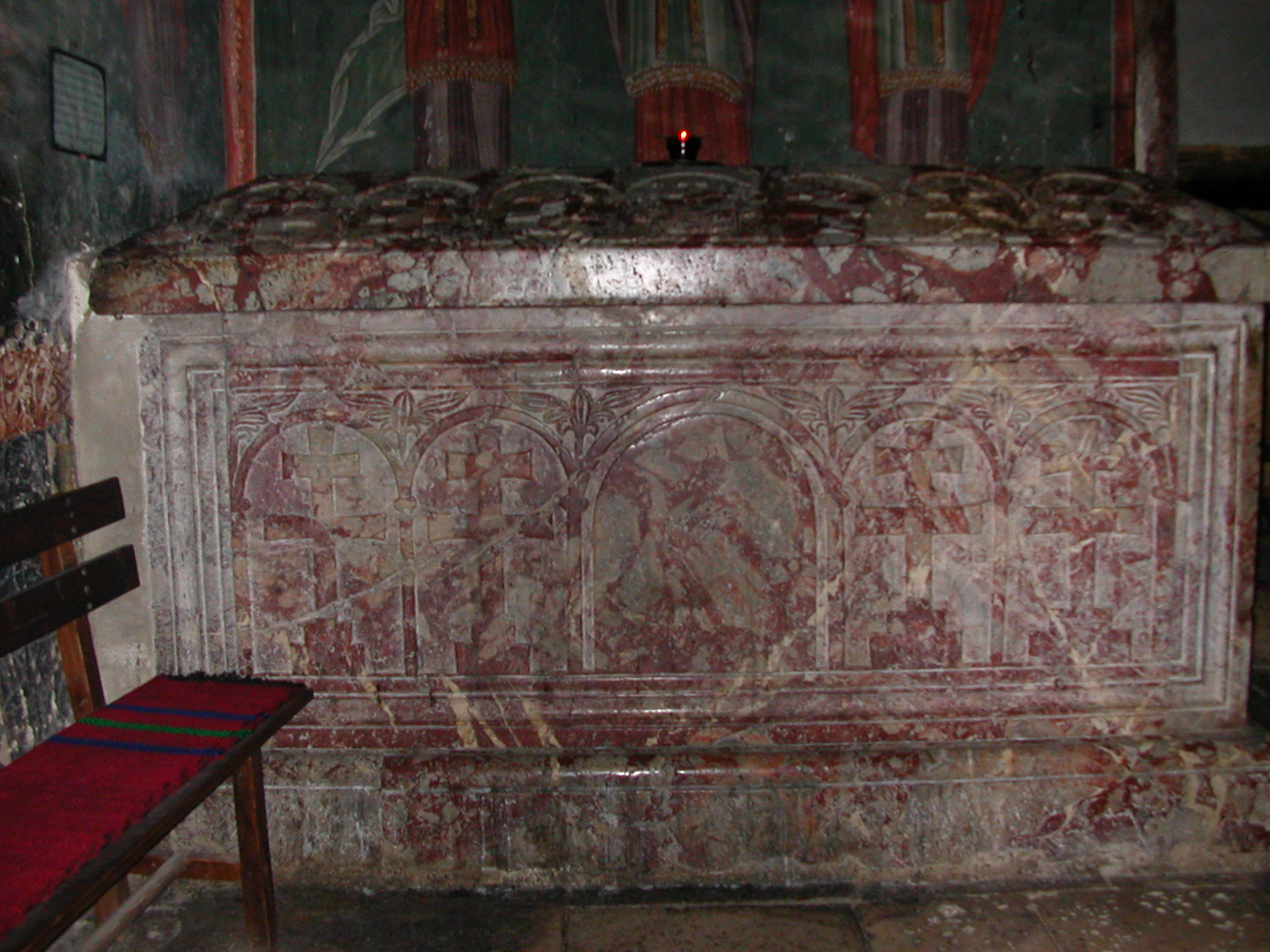

.